# فافير ي سيراتيتش
بلدية بيبير إي سيرّاتيش (بالكاتالانية: Viver i Serrateix) هي إحدى بلديات مقاطعة برشلونة، والتي تقع في منطقة كاتالونيا، شرق إسبانيا.
يبلغ عدد سكانها 192 نسمة وفقاً لإحصائية سنة (2007).